# 天主教康迪教區
天主教康迪教區 （拉丁語：Dioecesis Kandina）是貝寧一個羅馬天主教教區，屬帕拉庫總教區。
教區成立於1994年12月19日，位於阿黎博里省，2010年有教友154,000人（佔轄區總人口25.4%）、十一個堂區、廿一名司鐸。現任教區主教為克萊‧費利霍。